# Atkák
Az atkák (Acari) korábbi rendszertanokban az ízeltlábúak (Arthropoda) törzsében a pókszabásúak (Arachnida) osztályának atkák (Acari) alosztályába tartoztak. Rendkívül sok fajt felvonultató elavult taxon; az egyes fajok, csoportok életmódja és ennek megfelelően alakja, testfelépítése is roppant változatos.

## Jellemzőik
Többségük kisebb mint 1 mm. Testük az ősi csáprágós felépítéshez képest leegyszerűsödött:
- a proszóma és az opisztoszóma rendszerint összeolvadt,
- testük nem szelvényezett, vagy ha igen, akkor ez másodlagosan jött létre.

Testüket két testtájra:
- proteroszómára és
- hiszteroszómára osztjuk.
- A proteroszóma elülső, általában jól elkülönülő része a gnathoszóma (capitulum), aminek részei:
  - a fej csúcsszelvénye,
  - a csáprágók és
  - a tapogatólábak.

A csáprágók 1-3 ízűek; a fajok életmódja szerint lehetnek ollósak, karmosak vagy szigonyszerűek. A gnathoszóma általában csőszerűen előre nyúlik; alsó és oldalsó részei a tapogatólábak összeforrt alapízei és azok függelékei – ez a felülről nyitott rész a hiposzóma. A hiposzómán előre nyúló csáprágókat felülről a homlok kettőzete mint felső ajak, (episzóma) fedi. Egy vagy két pár pontszemük van; egyes fajok szeme visszafejlődött. A gnathoszóma általában mozgathatóan kapcsolódik a proteroszóma prodoszómának nevezett, az első és második járólábat hordó részéhez.
- Hátulsó testtájukat, a hiszteroszómát két nagyobb egységre tagoljuk:
  - metapodoszóma – ebből nő ki a 3. és 4. lábpár, ,
  - opisztoszóma.

A járólábakon karmok, tapadólebenyek és érzékelő szőrök nőhetnek, a víziatkáknál ezek mellett még felületnövelő szőrzet is. A lábak erőteljesen megrövidültek, némely csoportjaikban a lábak száma is redukálódott.
Idegrendszerük erősen központosított. Kültakarójuk gyakran lágy, kevés kitint tartalmaz. Egyes csoportjaikban megmaradtak a sztigma nyílások, mások légzőszervei eltűntek, a gázokat teljes testfelületükön, gyengén fejlett tracheákkal cserélik.
Szívük legfeljebb két kamrából áll. Kiválasztó szerveik csípőmirigyek és Malpighi-edények.

## Életmódjuk

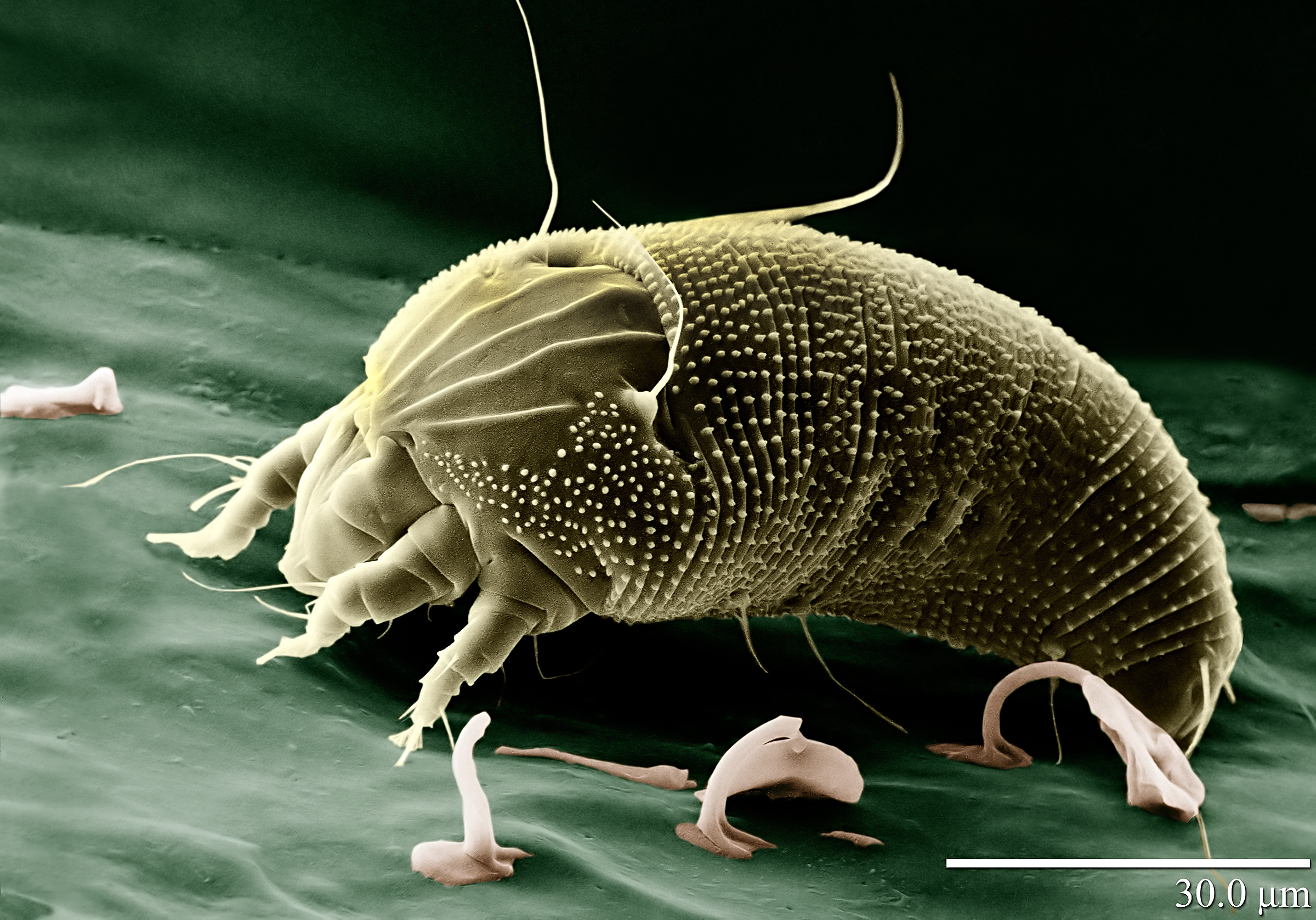
Szilvakéreg gubacsatka 1400-szoros nagyításban

Az egyes taxonok, fajok életmódja igen változatos; szinte minden szárazföldi vagy vízi életközösségben részt vesznek. Vannak köztük:
- lebomló szerves anyagokkal táplálkozók,
- ragadozók,
- növényevők,
- növényi és állati paraziták is.

Több fajuk ismert mezőgazdasági, méhészeti stb. kártevő. A növényevő (fitofág) atkák a növény szöveteibe mélyesztik csáprágóikat, és azokkal szívják fel a növény nedvét. A növény szövetének pusztulása után újabb, egészséges szövetet támadnak meg. Fő ellenségeik a ragadozó atkák.
Tömegesen élnek:
- a talajban,
- a szerves törmelékekben,
- az emlősök, madarak fészkeiben,
- a lakásokban.

Váltivarúak; néhány fajuk partenogenezissel szaporodik. Egyedfejlődésük epimorfózis jellegű. Ősi sémája:
- pete,
- lárva stádiumok,
- nimfa stádiumok,
- imágó.

A lárvának csak 3 pár lába van, a nimfának és imágónak már 4 pár. A fejlődési stádiumok száma csoportonként eltérő: így például az óvantagok (Argas sp.) nimfa stádiumainak száma elérheti a nyolcat, míg például a madarak orratkáinak (Rhinonyssidae) partenogenetikus nőstényei nimfákat szülnek.

## Rendszerezés
Az alosztályba az alábbi öregrendek és rendek tartoznak:
- Nyűgatkák (Parasitiformes)
  - Opilioacarida
  - Holothyrida
  - Kullancsalakúak (Ixodida)
  - Mesostigmata
- Atkaalakúak vagy valódi atkák (Acariformes)
  - Bársonyatka-alakúak (Trombidiformes)
  - Rühatkaalakúak (Sarcoptiformes)